# Сигнал (гурт)
«Сигнал» (болг.: Сигнал) - популярний болгарський музичний гурт, працює у стилі поп-рок. Створений у Софії 1978 у складі Йордана Караджова, Христо Ламбрева, Румена Спасов та Георгія Кокаланова. Перший альбом „Вечен кръстопът“ гурт видав 1979. За 30-річну кар'єру видали 11 студійних альбомів, дали тисячі концертів. Один з болгарських рок-гуртів, який мав численні закордонні гастролі.

## Історія
Три музиканти - Йордан Караджов, Румен Спасов і Христо Ламбрев - відокремилися від гурту "Златни струни" і заснували гурт «Сигнал» 1 червня 1978. У цей час гурт працював як студійний колектив при Національному радіо Болгарії. Барабанистом гурту став Георгій Кокаланов, але вже 1979 його замінив Владімір Захарієв, який працює в гурті жо сьогодні.
"Златни струни" продовжили свою діяльність до середини 1980-тих років, коли емігрували до Канади. А «Сигнал» став культовим гуртом Болгарії, особливо після композиції «Може би» (Можливо), яку написав Тончо Русев. Цей хіт болгарської рок-сцени 1970-80-тих мав навіть німецьку кавер-версію. 
Гурт постійно перебував під тиском комуністичної цензури, але ліричність музики та лояльність публічної поведінки дала змогу певний час працювати якісно і сягнути великих результатів. Проте все перекреслив випадок на концерті у Бургасі, коли музиканти стали на захист публіки, що вступила у масову бійку з міліціянтами. За таку поведінку гурт на цілий рік було фактично ізольовано - була заборона на їхню музику на телебаченні і радіо, гастролі фактично припинилися. 
В цілому за 30 років існування гурт поставив два поважних рекорди Болгарії: дали 6000 концертів, продали 500 000 вінілових платівок. Гурт першим здійснив концернтне рутне в одній з країн ЄС (Італія) ще до розпаду совєцького блоку країн. Проте з 1994 року «Сигнал» виступає переважно у клубах та на офіційних муніципальних фестивалях, залишаючись жиовю легендою болгарської рок-сцени.   

## Дискографія

### Студійні альбоми
- Вечен кръстопът - 1979; Балкантон
- Попътен вятър - 1980; Балкантон
- Каскадьори - 1981; перший подвійний рок-альбом у Болгарії
- Сигнал 4 - 1983; Балкантон
- Сигнал и Дечо Таралежков - 1984; Балкантон
- Вундеркинд - 1986; Балкантон
- Шоуто трябва да продължи - 1992; видавець Рива Саунд (Riva Sound)
- Между ад и рай - 1995; видавець АРА Аудио-Видео
- Вкусете живота - 1997; UBP International
- Сигналистика - 1999;
- Черно белият албум 2005 ; подвійний альбом, видавець Varna Sound

### Збірки
- Най-доброто от Сигнал - 1994;
- Цветя - златни балади - 1998;
- Сигнал - Най-доброто  - 2000;
- Сигнал - Златна колекция  - 2008

### Концертні альбоми
- Сигнал - на живо - 2003; StefKos Music